# Clathurellidae

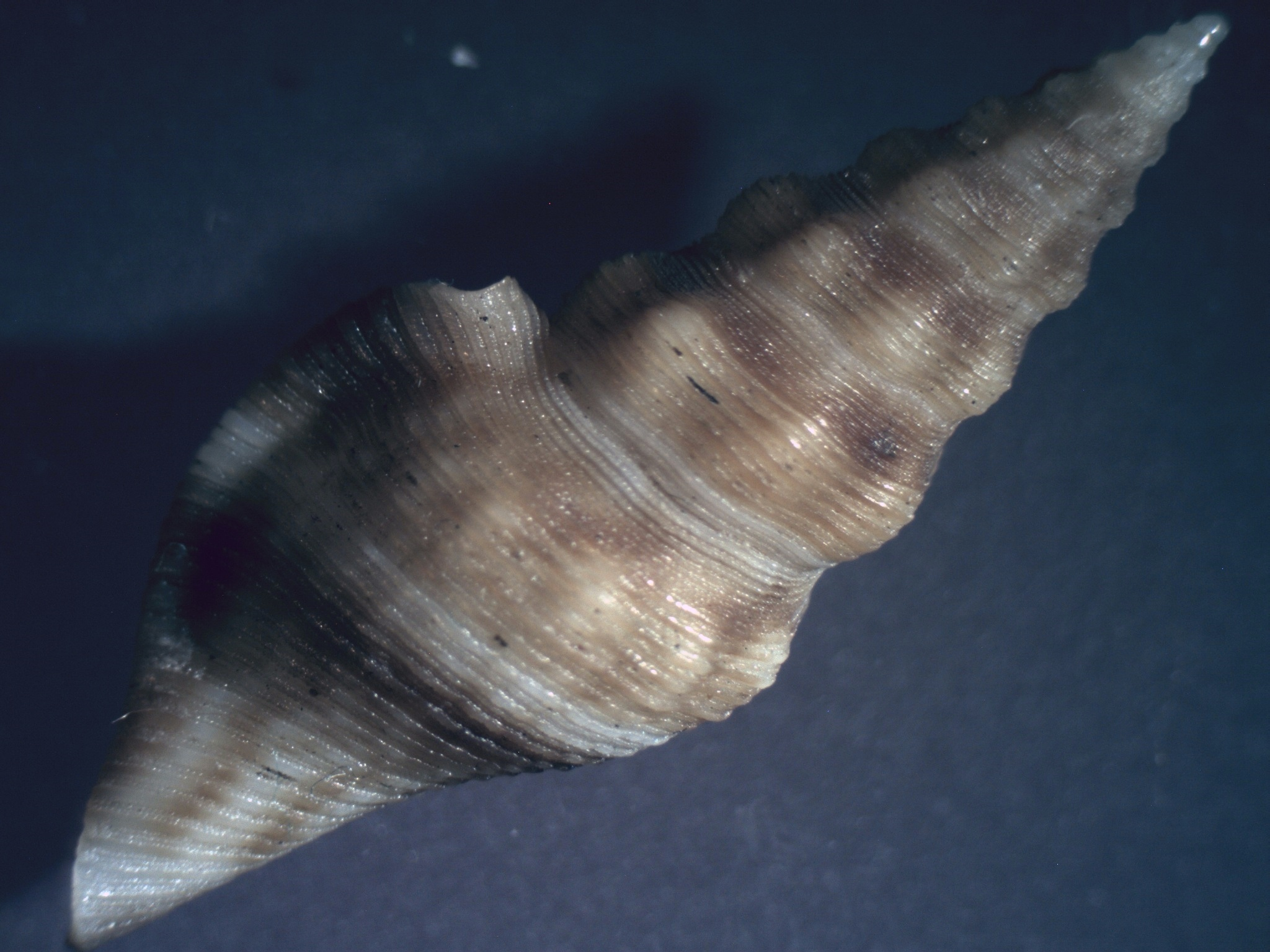
Glyphostoma rostrata

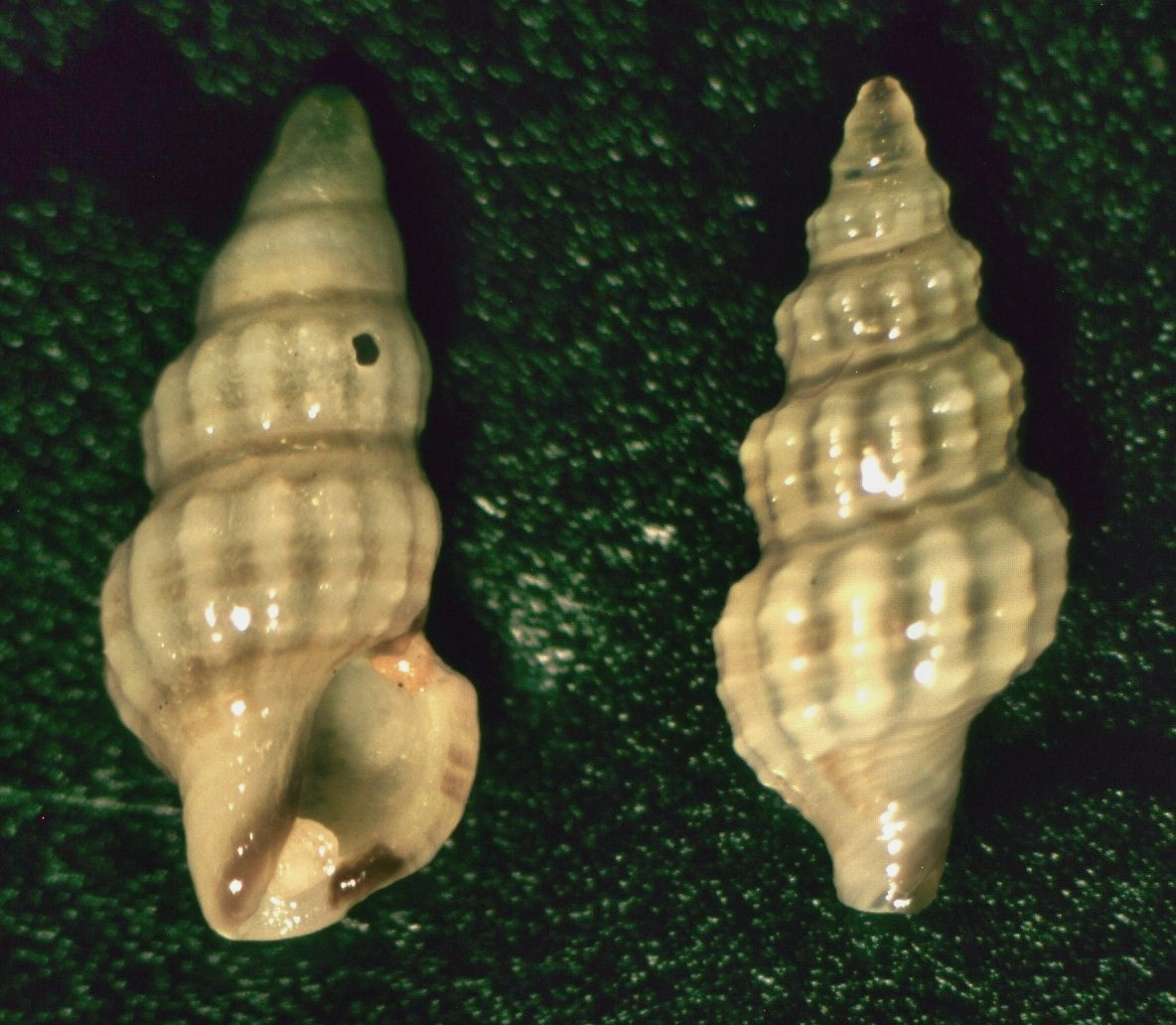
Etrema bicolor

Die Clathurellidae sind eine monophyletische Familie kleiner bis mittelgroßer Gehäuseschnecken, die ausschließlich im Meer vorkommen. Sie wurden bis zum Jahr 2011 als Unterfamilie Clathurellinae zur Familie der Kegelschnecken innerhalb der Überfamilie Conoidea (Giftzüngler) gezählt. In einer Revision wurde die Unterfamilie nach molekularbiologischen Gesichtspunkten in drei Gruppen aufgeteilt. Die Borsoniidae und Mitromorphidae wurden als eigenständige Familien ausgegliedert und die restlichen Clathurellinae ebenfalls zur Familie erhoben.

## Merkmale
Das Gehäuse ist breit spindelförmig, seine Höhe beträgt je nach Art 5 bis 40 Millimeter, im Regelfall 10 bis 20 Millimeter. Es ist meist dick, oft netzförmig skulpturiert wie bei Strombinoturris crockeri  und bei Lienardia nigrotincta. Durch die gerundeten Windungen und die starke Skulpturierung unterscheiden sich die Clathurellidae von der Familie Mangeliidae. 
Die Mündung ist elliptisch bis oval und trägt verschiedene Falten- und Zähnchenbildungen auf der Innen- und Außenlippe. Der Siphonalkanal ist kurz oder mäßig verlängert und etwas gebogen wie bei Glyphostoma rostrata. Die Arten dieser Familie besitzen kein Operculum zum Verschließen der Mündung. Spindelfalten fehlen meist ganz.
Der Protoconch ist meist multispiral. Er kann mit bis zu sechs Umgängen ausgebildet sein, von denen die ersten glatt, die jüngsten mit Kielen versehen sind. Bei Arten mit paucispiralen Protoconchen ist dieser meist glatt, manchmal mit spiralförmiger Riffelung und nur am jüngsten Umgang mit Kielen.
Die Radula hat seitliche Zähnchenreihen. Der Basalteil der Radulazähnchen ist relativ klein und wenig verbreitert. An der Spitze der Zähnchen können je nach Art schwach ausgebildete Widerhaken vorhanden sein wie beispielsweise bei Lienardia nigrotincta.

## Systematik und Taxonomie
Im Jahr 2011 wurden von Bouchet et al. die verschiedenen Gattungen aus der Unterfamilie Clathurellinae innerhalb der Familie der Kegelschnecken (Conidae) aufgeteilt und als Borsoniidae, Mitromorphidae und Clathurellidae in den Familienrang erhoben. Diese Neueinteilung beruht hauptsächlich auf der DNA-Sequenzierung von drei Gen-Fragmenten, wird jedoch von morphologischen Ergebnissen unterstützt. Die Gehäusemorphologie und die Struktur der Radula mit ihren charakteristischen Zähnchen, die wie bei allen Schnecken der Überfamilie Conoidea von einem Giftkanal durchzogen sind, bilden eine Grundlage für die Unterscheidung der einzelnen Familien.

### Gattungen
Derzeit werden 20 rezente Gattungen innerhalb dieser Familie unterschieden.
Stand: 15. März 2015
- Acrista Hedley, 1922
- Adanaclava Bartsch, 1950
- Clathromangelia Monterosato, 1884
- Clathurella Carpenter, 1857
- Comarmondia Monterosato, 1884
- Corinnaeturris Bouchet & Warén, 1980
- Crockerella Hertlein & Strong, 1951
- Etrema Hedley, 1918
- Etremopa Oyama, 1953
- Etremopsis Powell, 1942
- Euclathurella Woodring, 1928
- Euglyphostoma Woodring, 1970
- Glyphostoma Gabb, 1873
- Glyphostomops Bartsch, 1934
- Lienardia Jousseaume, 1884
- Nannodiella Dall, 1919
- Paraclathurella Boettger, 1895
- Pseudoetrema Oyama, 1953
- Strombinoturris Hertlein & Strong, 1951
- Turrella Laseron, 1954

### Synonyme
- Bellardia Bucquoy, Dautzenberg & Dollfus, 1883, Bellardiella P. Fischer, 1883 und Bellatula Strand, 1929 wurden mit Comarmondia Monterosato, 1884 synonymisiert.
- Iraqetrema Dance & Eames, 1966 ist ein Synonym von Etrema Hedley, 1918. P